# Inonotus fulvomelleus
Inonotus fulvomelleus är en svampart som beskrevs av Murrill 1908. Inonotus fulvomelleus ingår i släktet Inonotus och familjen Hymenochaetaceae.   Inga underarter finns listade i Catalogue of Life.